# Bellino di Padova
Bellino di Padova, o anche di Sassonia (1090 – Fratta Polesine, 1145), è stato un vescovo cattolico tedesco.
Vescovo di Padova dal 1128 al 1145, è venerato come santo dalla Chiesa cattolica

## Biografia
Incerte le notizie sulla sua vita. Secondo un'ipotesi sarebbe originario del mar Baltico dove sei città se ne contendono i natali. Consacrato vescovo in Germania, nel 1144 avrebbe intrapreso un pellegrinaggio a Roma per incontrare papa Celestino II al quale fece una buona impressione tanto che lo nominò vescovo di Padova.
A Padova Bellino trovò una città in preda alle turbolenze e con la sua azione pastorale si fece nemica soprattutto la famiglia dei Capodivacca.
Sarebbe stato ucciso nei pressi di Fratta Polesine da alcuni sicari della famiglia dei Capodivacca nel 1145 durante un secondo pellegrinaggio a Roma.
Secondo un'altra ipotesi, Bellino sarebbe stato un padovano della famiglia dei Bertaldi, nato nel 1077 ed assassinato nel 1147 da sicari della famiglia padovana dei Capinero il 26 novembre mentre si recava a Badia Polesine per risolvere alcune controversie con l'abate dell'abbazia della Vangadizza.

## Culto
È patrono della diocesi di Adria-Rovigo (subentrando a sant'Apollinare), di Adria, Rovigo e di San Bellino. La memoria liturgia ricorre il 26 novembre. Nel comune di San Bellino è dedicata al santo una basilica che ha la dignità di basilica minore, realizzata sotto la direzione del monaco architetto Nicola Pietro Balsibri, edificio che contiene, nella zona absidale, il sarcofago in marmo policromo con i resti mortali del santo.

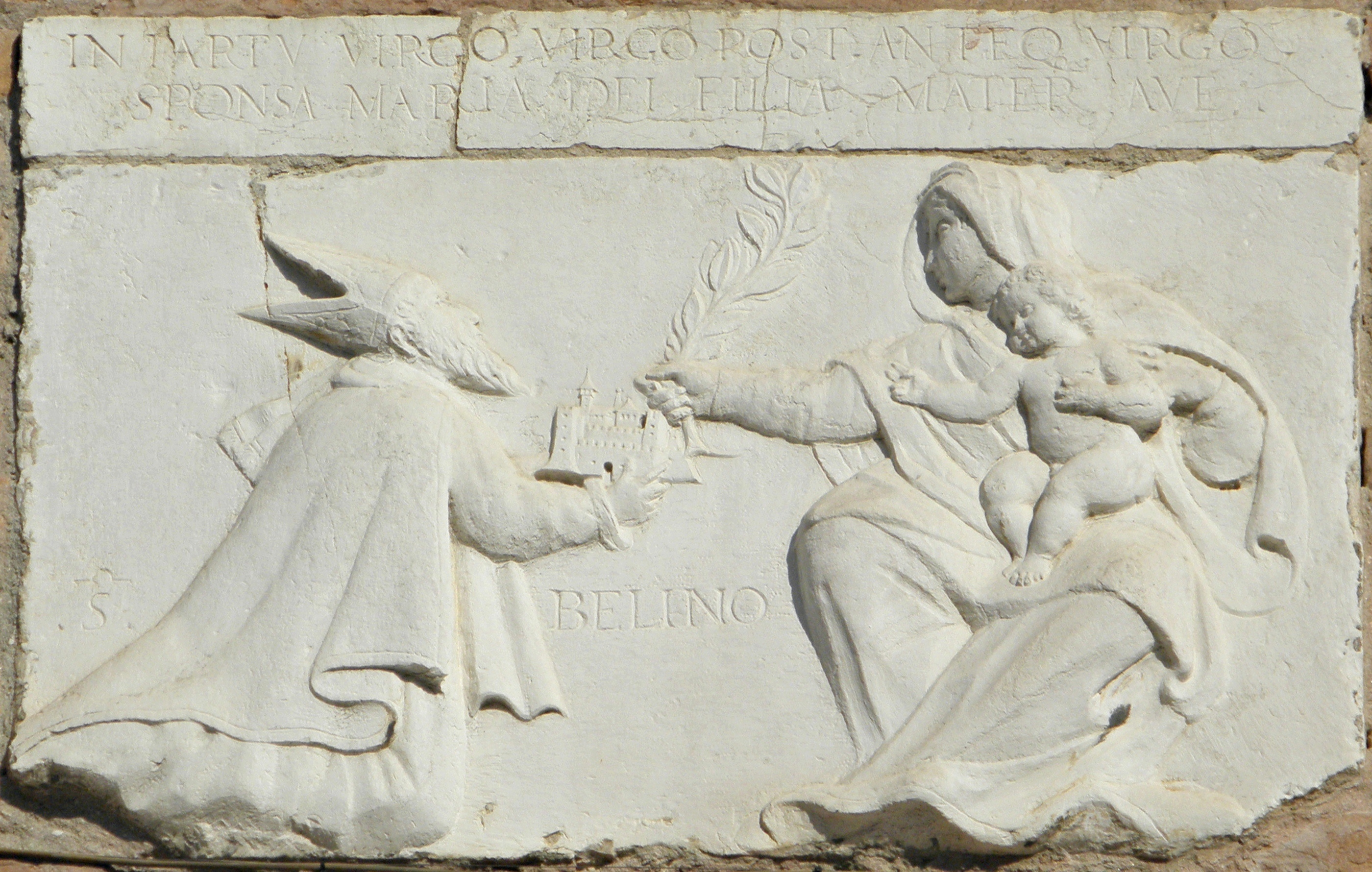
Rovigo, San Bellino di Padova offre la città alla Madonna, lapide sul lato affacciato al Corso del Popolo del Palazzo Roverella.
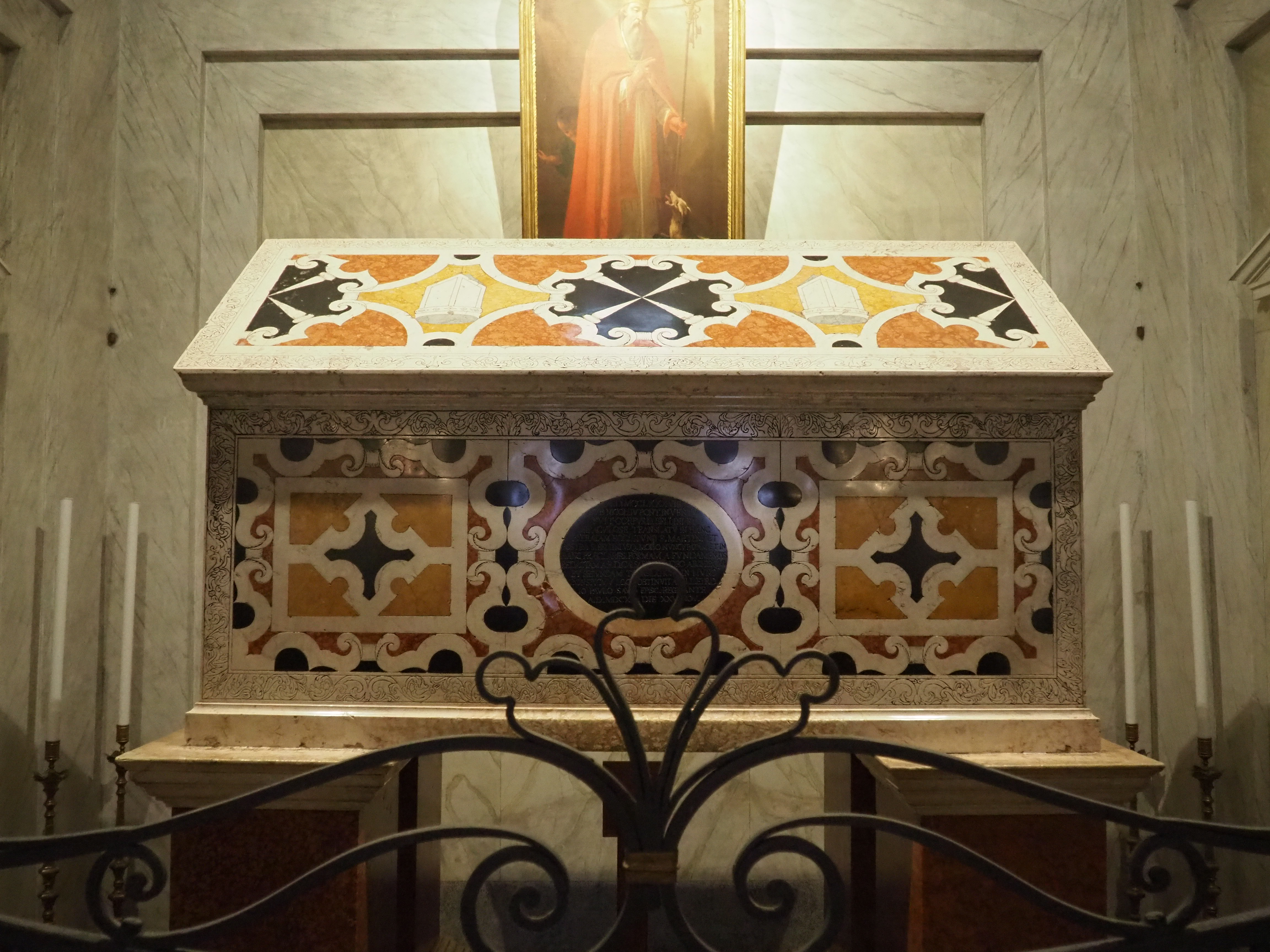
San Bellino, provincia di Rovigo : il sarcofago in marmo policromo con i resti mortali del santo sita nella basilica a lui dedicata.